# Bidoeira de Cima
Bidoeira de Cima é uma povoação portuguesa sede da Freguesia de Bidoeira de Cima do Município de Leiria, freguesia com 15,61 km² de área e 2236 habitantes (censo de 2021), tendo, por isso, uma densidade populacional de 143,2 hab./km².
A freguesia foi criada pela Lei n.º 108/85 , de 4 de outubro, com lugares desanexados da Freguesia de Milagres.
Além da sede, os lugares da freguesia são: Bidoeira de Baixo, Carriço, Casais da Bidoeira, Mata da Bidoeira, Pêga, Texugueira e Vale Coelho

## Demografia
A população registada nos censos foi:
| Distribuição da População por Grupos Etários | Distribuição da População por Grupos Etários | Distribuição da População por Grupos Etários | Distribuição da População por Grupos Etários | Distribuição da População por Grupos Etários |
| -------------------------------------------- | -------------------------------------------- | -------------------------------------------- | -------------------------------------------- | -------------------------------------------- |
| Ano                                          | 0-14 Anos                                    | 15-24 Anos                                   | 25-64 Anos                                   | > 65 Anos                                    |
| 2001                                         | 356                                          | 298                                          | 1112                                         | 307                                          |
| 2011                                         | 360                                          | 226                                          | 1177                                         | 487                                          |
| 2021                                         | 330                                          | 235                                          | 1100                                         | 571                                          |

## História
Bidoeira de Cima é uma freguesia recente, criada em 1985, por desanexação da freguesia de Milagres. Com uma área de 15,6 km² e uma população de mais de 2 200 habitantes.
A palavra "bidoeira" é registada nos dicionários como sendo uma derivação de "vidoeiro", uma árvore de copa frouxa que se encontra nas margens dos cursos de água e terrenos húmidos mas que é, actualmente, já rara em Portugal.
Ao dar-se o povoamento na região de Leiria, após a saída dos mouros, haveria muitas árvores destas nas terras regionais e delas terá passado o nome para povoações que hoje nos aparecem com a designação de "Bidoeira", a de Cima e a de Baixo, por uma estar mais elevada que outra na sua situação geográfica.
A primeira referência ao lugar da Bidoeira de Cima surge em 1706, na obra do padre António Carvalho da Costa intitulada "Corografia Portuguesa", onde podemos encontrar no levantamento das ermidas existentes, à época, na paróquia das Colmeias, o lugar de "Nossa Senhora da Conceição da Vidoeyra". Em 1750, o lugar da Bidoeira e as povoações circundantes são anexadas à recém criada Freguesia dos Milagres, deixando de pertencer à Freguesia de Colmeias.
A Freguesia da Bidoeira de Cima ocupa um espaço geográfico pertencente ao concelho de Leiria e é composta por oito lugares, cujos aglomerados se encontram implantados entre a floresta e o campo. É uma freguesia caracterizada por uma vida económica com elevada dinâmica nas áreas industrial, comercial e de serviços.

## Actividade económica
Estão instaladas na área da freguesia cerca de 50 empresas, de média e pequena dimensão. Distribuem-se pelos sectores da indústria da madeira, da construção civil, da extracção de argilas e areias, da transformação de mármores, das serralharias civis, mecânicas e de alumínios, do comércio de materiais de construção e produtos alimentares. Na área agrícola são relevantes as suiniculturas, os aviários e as vacarias, bem como as explorações horto-frutícolas. Neste sector é de realçar a existência de empresas líderes nacionais na produção e distribuição de ovos e de derivados do porco. É actualmente visível a sua industrialização, modernidade urbana e capacidade para atrair investimentos, pelo que não é de estranhar a quantidade e qualidade dos estabelecimentos de comércio e serviços colocados aos serviço da população.

## Saúde e Área Social
Nesta área, a Bidoeira tem um moderno Centro de Saúde, inaugurado em 2024, integrado na UCSP Lapedo. Existe ainda uma clínica privada com várias especialidades médicas e uma farmácia.
O Centro de Convívio e Apoio Social Bidoeirense (Casbi), uma instituição particular de solidariedade social com estatuto de utilidade pública com notável intervenção na área social, que presta apoio a mais de 110 utentes nas valências de Apoio Domiciliário, Centro de Convívio, Centro de Dia e creche.
A Bidoeira conta também com uma residencial de 3ª idade privada, o "Solar do Castanheiro".

## Ensino
Na área do ensino, a Freguesia está equipada com um moderno Centro Escolar onde estudam cerca de 80 crianças no 1º Ciclo e 60 no Pré-Escolar. Para os restantes níveis de ensino os alunos deslocam-se a escolas situadas em lugares circundantes.

## Animação Cultural e Desportiva
Na área da cultura e desporto é notória a dinâmica e a capacidade de iniciativa das gentes da Freguesia.
A Associação Filarmónica Bidoeirense, colectividade mais antiga, existe desde 1920, foi refundada em 1978 após ter estado inactiva desde 1954. Conta com a banda de música e uma escola com cerca de 40 alunos, desempenhando, assim, um papel de relevo ao nível da formação intelectual, cultural e artística das crianças e jovens de toda a freguesia.
O Rancho Folclórico "As Tecedeiras" é uma colectividade que pretende preservar os usos e costumes da população, através da apresentação das suas danças e cantares recolhidas na região, em actuações no país e estrangeiro (França, Alemanha e Suíça).
Funcionam na Freguesia dois Centros Culturais, um na sede de Freguesia, Bidoeira de Cima, e outro no Carriço.
Na área desportiva, o Grupo Desportivo e Recreativo Bidoeirense, fundado em 1978, possui um complexo desportivo com um campo relvado (actualmente inactivo) e um moderno campo com relvado sintético. Participa nos campeonatos distritais de séniores e tem diversas equipas nos escalões de formação, desempenhando, assim, um papel importante na formação desportiva dos jovens da freguesia.
Na área de lazer merece destaque o Parque de Lazer da Sapateira onde a população pode usufruir de um espaço verde equipado com bar, sanitários, mesas para merendas, espaços para jogos de mesa, petanca, chinquilho e um polidesportivo descoberto para a prática de diversas modalidades desportivas.
Com uma rede de trilhos pedestres abertos e devidamente cuidados pela Bido Pedestres, um grupo de apaixonados pela natureza e pela prática de desporto ao ar livre,  a Bidoeira tem assumido um lugar de destaque nas preferências dos praticantes de trail e caminhadas pedonais.
O ciclismo, nomeadamente na especialidade de BTT, o karaté e o yoga são também modalidades muito populares na freguesia.
Na Texugueira existe um edifício pertencente à Capela, que é o ponto de encontro e convívio das gentes desta localidade.

## Turismo e Património
A Bidoeira de Cima foi um lugar pertencente à freguesia de Colmeias. Com a elevação de Milagres a freguesia, em 1750, passou a integrar-se nesta. Fruto do progresso económico registado desde os meados do século passado, a situação da Bidoeira de Cima tendeu para a autonomia. Deste percurso histórico, restava um património rico constituído, principalmente, pela bela Capela do século XVI, ou início do XVII, reconstruída em 1888, mas demolida em 1996 para dar lugar à nova Igreja de arquitectura moderna. Para lembrar esse antigo património, encontra-se edificado um monumento evocativo da antiga capela (painel de azulejos pintados à mão), na praça em frente à nova igreja.
As Capelas de Bidoeira de Baixo e da Texugueira representam a arquitectura religiosa tradicional e são locais a visitar, bem como as numerosas Alminhas (pequenas construções de carácter religioso) e os diversos fontenários espalhados pela freguesia. A merecer uma atenção particular está a crescente utilização do Parque de Lazer da Sapateira e os percursos pedestres que nele se iniciam para a fruição dos tempos livres e prática de exercício físico da população bidoeirense e de cada vez mais visitantes.

## Lugares da Freguesia
- Bidoeira de Baixo
- Bidoeira de Cima
- Carriço
- Casais da Bidoeira
- Mata da Bidoeira
- Pêga
- Texugueira
- Vale Coelho